# Francis William Aston
Francis William Aston (Harbone, 1877. szeptember 1. – Cambridge, 1945. november 20.) Nobel-díjas angol fizikus, a tömegspektrográf megalkotója.

## Pályafutása
A család hét gyereke közül harmadikként született. A Harborne-i Vicarage Iskolában és a Malvern főiskolán tanult, ahol érdeklődése a tudományok felé fordult. 1894-ben végzett a Mason Főiskolán (később a birminghami egyetem lett), ahol kémiát tanult Frankland és William A. Tilden professzornál, fizikát pedig Poynting professzornál.
Ösztöndíjat kapott 1898-ban, hogy elvégezhesse kutatásait a borkősav savszármazékok optikai kellékekkel való vizsgálata tárgyában. Ebben az időben az akadémia laboratóriumában dolgozott.
1903-ban a Birminghami Egyetemen dolgozott és kutatott, érdeklődése a sugárzások felé fordult.
1909-ben elfogadta Sir J. J. Thomson meghívását, hogy Cambridge-ben, a Cavendish Laboratóriumban dolgozzon. Ez alatt az idő alatt azonosította a neon két izotópját professzorával.
Az első világháború alatt a Légierőnél szolgált, Farnboroughban, ahol megismerte a repülőgépek szerelését, de tanulmányozta az atmoszferikus hatásokat is.
1919-ben visszatérve a Cavendish Laboratóriumba professzorként és igazgatóként foglalkozott azzal a problémával, hogy szétválassza a neon izotópjait.
Gyakorlatias ember lévén megépítette és kifejlesztette a tömegspektrográfnak nevezett készüléket, mellyel aztán igazolta, hogy a különböző tömegű atomok és molekulatöredékek szétválaszthatóak, és tömegük megmérhető. A természetben előforduló 287, csak tömegükben különböző atommag közül 217-et ő fedezett fel. Felállította az egész-szám szabályt: minden izotóp atomsúlya egész szám, ha az oxigén tömegszáma állandó egész szám.
Kutatásait és eredményeit a Királyi Akadémián, a Filozófiai Magazinban tette közzé. Könyvet írt 1922-ben Izotópok címmel, 1923-ban „Anyagok szerkezete a világegyetemben” címmel.
1922-ben Kémiai Nobel-díjat kapott a "nagyszámú nem-radioaktív elem izotópjainak felfedezéséért és az egész-szám szabályért".
1927-ben felfedezte, hogy tömeghiány mutatkozik, ha egy olyan magnak határozza meg a tömegét, amelyik két másik mag egyesítésének tekinthető, mely felfedezése vezetett el a kötési energia értelmezéséhez is.
A Királyi Akadémia tagja (1921) volt.
Az Orosz Akadémia tiszteletbeli tagja, a Birminghami Egyetem doktora és a Dublini Egyetem doktora.
Aston agglegény volt, és lelkes sportember, síelt, úszott, teniszezett, zeneszerető volt, zongorázott, hegedült és csembalózott.
1942-ben mintegy összegzésként megjelentette a "Mass Spectra and Isotopes" című könyvét.
Cambridge-ben 1945. november 20-án halt meg.
A tömegspektrográfot széles körben alkalmazzák jelenleg is számos területen (anyagvizsgálat, geológia, kémia, biológia és magfizika).